# キリストの死を悼む2人の天使 (グエルチーノ)
『キリストの死を悼む2人の天使』（キリストのしをいたむふたりのてんし、伊: Il Cristo morto pianto dai due angeli、英: The Dead Christ mourned by Two Angels）は、イタリアのバロック絵画の巨匠グエルチーノが1617-1618年ごろに銅板上に油彩で制作した絵画である。誰のために描かれたのかは不明であり、1693年にローマのボルゲーゼ家のコレクションに最初に記録されている。この作品が好評を博したことは、多くの複製が制作されたことにより示される。作品は19世紀初頭までにイギリスにもたらされ、1831年にハウエル・カー (Holwell Carr) 氏に遺贈されて以来、ロンドンのナショナル・ギャラリーに所蔵されている。ナショナル・ギャラリーの最初期の収蔵作品のうちの1点である。

## 作品
2人の天使が磔刑の後、十字架から降ろされたイエス・キリストの隣で静かに瞑想し、跪いている。福音書にはキリストの遺体の横に天使がいたという記述はないが、キリストの復活の朝、その墓上に2人の天使がいたといわれている。この作品の主題は、2人の天使がキリストの墓の傍らでその遺体を支えて、鑑賞者に示し、敬虔な瞑想に誘うというヴェネツィア派の伝統的な図像を自由に変形したものである。
グエルチーノは、磔刑の恐ろしさを強調していない。キリストの傷はほとんど見えず、その若い身体は予兆的な空を背に輝いている。彼の頭部には彼の神性の象徴である光輪が見えるが、生命のない身体はその物理的な死によりキリストの人間性を想起させる。

ジョヴァンニ・ベッリーニ『2人の天使に支えられる死せるキリスト』 (1465-1470年)、絵画館 (ベルリン)

画家は、磔刑や復活を描く代わりに強い悲しみを喚起する悲嘆と静かな瞑想の一時を創造している。画面下半分を占めるキリストの遺体は後方を向き、彼の頭部は石のうえに力なく置かれている。その顔は、中央で彼をじっと見つめる天使のほうを向いている。もう1人の天使は悲しみに打ちひしがれ、目を伏せ、顔を右手の上に載せている。本作はその小さなサイズにもかかわらず記念碑的性格を持っており、激しい感情表現ゆえにグエルチーノの最も悲痛な作品の1つとなっている。銅板上に描かれているこの作品は画家のキャンバス上の作品よりもずっと小さく (銅板はキャンバスより高価なため、銅板上の作品は小さい傾向がある) 、祈りと瞑想を奨励する個人祈祷用絵画であったことを示す。
グエルチーノは地元の貴族に屋敷内の部屋を借り、そこで裸体写生のアカデミーを開いたが、本作のキリストの身体は、まさにそのようなモデル習作にもとづいていることが明白である。当時、グエルチーノのモデル習作は、「ゆったりとしていると同時に雄大な作風で、白チョークや木炭の大胆で的確な線が色付きの紙の上に光と影の鮮やかなコントラストを作り出し、驚嘆を誘う」と評された。
この作品で、画家は白と黒の明暗対比の中に色調を微妙に溶け込ませている。1人の天使の袖の赤色と空の青色に純白と黒色の絵具が混ぜられ、土性顔料が加えられており、その結果、灰色がかった紫色と曖昧な黄土色の素晴らしい色調が生み出された。そうした色調を背景に、白い屍衣の上に横たわるキリストの遺体は金色を帯びた真珠のように輝いている。